# Du kích anh hùng

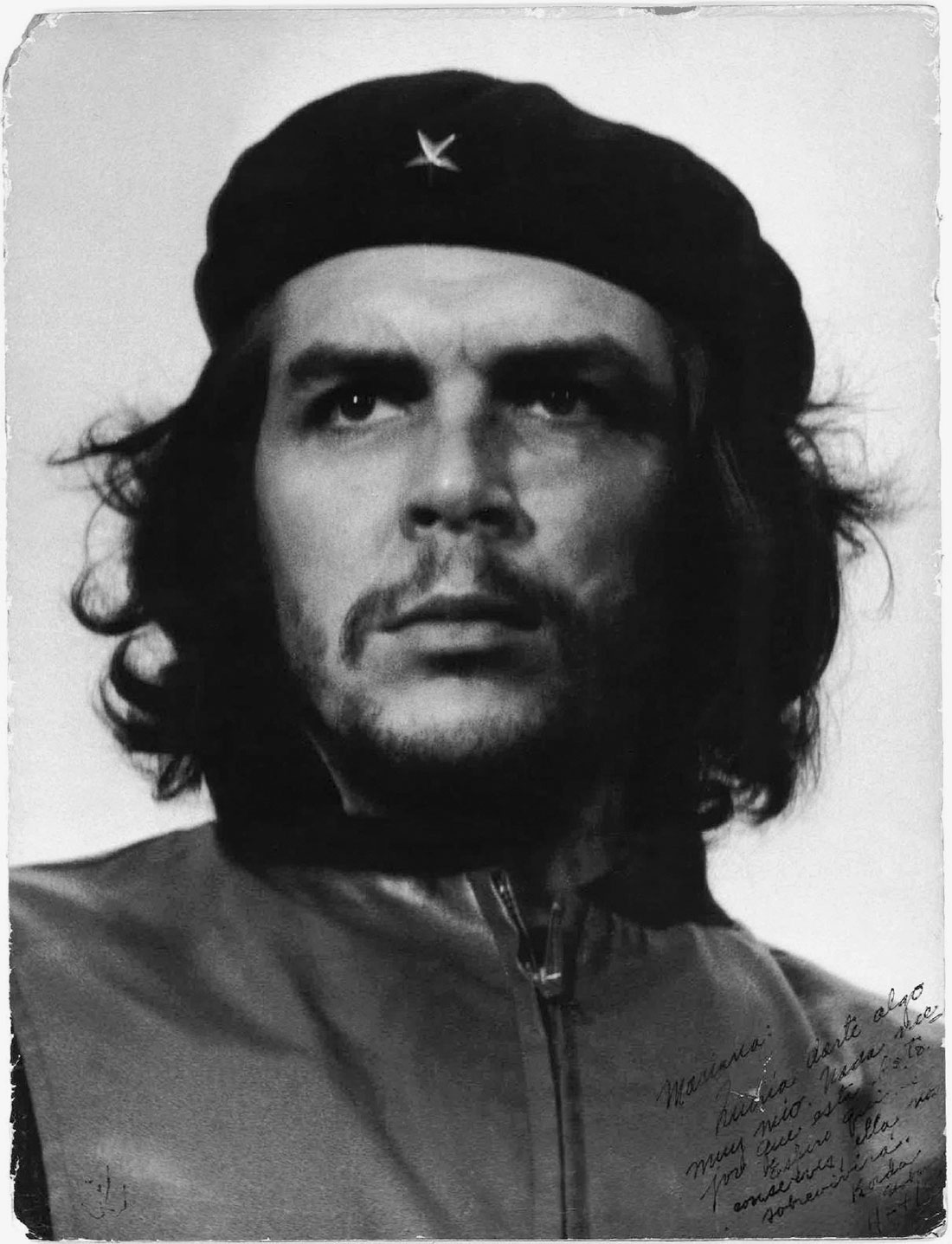
Nguyên bản bức ảnh Anh hùng du kích Che Guevara

Anh hùng du kích (tiếng Tây Ban Nha: Guerrillero Heroico) là một bức ảnh trắng đen chụp chân dung của Che Guevara do nhiếp ảnh gia Alberto Korda thực hiện bấm máy chụp vào đầu tháng 3 năm 1960, ghi lại hình ảnh Che Guevara trong một khoảnh khắc khi ông đội chiếc mũ nồi đen đính sao với đôi mắt đen ngời sáng và ánh mắt cương nghị đang tập trung vào một điểm nhìn xa xăm. Tác phẩm này về sau trở thành một trong những biểu tượng của giới trẻ khắp thế giới và là một trong những bức ảnh được in nhiều nhất hành tinh. Theo thời gian, bức ảnh này đã trở thành một biểu tượng văn hóa trên thế giới. Khi được chụp, lúc này Che đang ở tuổi 31.

## Quá trình chụp
Vào ngày 4 tháng 3 năm 1960, hai tiếng nổ đã gây chấn động bến cảng La Habana làm khoảng 80 công nhân bốc vác bị chết và 200 người khác bị thương. Sáng hôm sau, trong đám tang của các nạn nhân, trong một bài diễn văn nảy lửa, Fidel Castro tố giác CIA, Mỹ là thủ phạm. Khi đó Che Guevara xuất hiện thoáng qua trên lễ đài. Chỉ có mấy giây nhưng nó đã trở thành bất tử, bởi bức ảnh Che đã được lưu hành khắp thế giới.
Tác giả Alberto Korda là đặc phái viên của nhật báo Revolución, đã có mặt ở Cuba, ông cho biết rằng "Tôi chụp một loạt ảnh của Fidel và những người đứng gần ông bằng khẩu độ 90mm. Bất ngờ Che xuất hiện trong ống ngắm chiếc Leica của tôi. Do phản xạ, tôi bấm máy hai lần: một bức nằm ngang, một bức thẳng đứng. Không có đủ thời gian để bấm đến lần thứ ba. Trở về phòng rửa ảnh, tôi muốn lấy bức nằm ngang. Nhưng có cái đầu của ai đó che khuất vai của Che ở phía trên. Phải nhanh chóng giao ảnh cho tòa soạn. Tôi đành đóng khung bức ảnh thẳng đứng lại, dù rằng nó hơi bị mờ"
Sau đó Tổng biên tập của Báo đã không chọn bức ảnh của Che, mà là Fidel. Chỉ một năm sau, tháng 4 năm 1961, tờ báo mới công bố chân dung của Che lần đầu tiên, nhằm giới thiệu khi ông được bổ nhiệm làm bộ trưởng công nghiệp.

## Ảnh hưởng

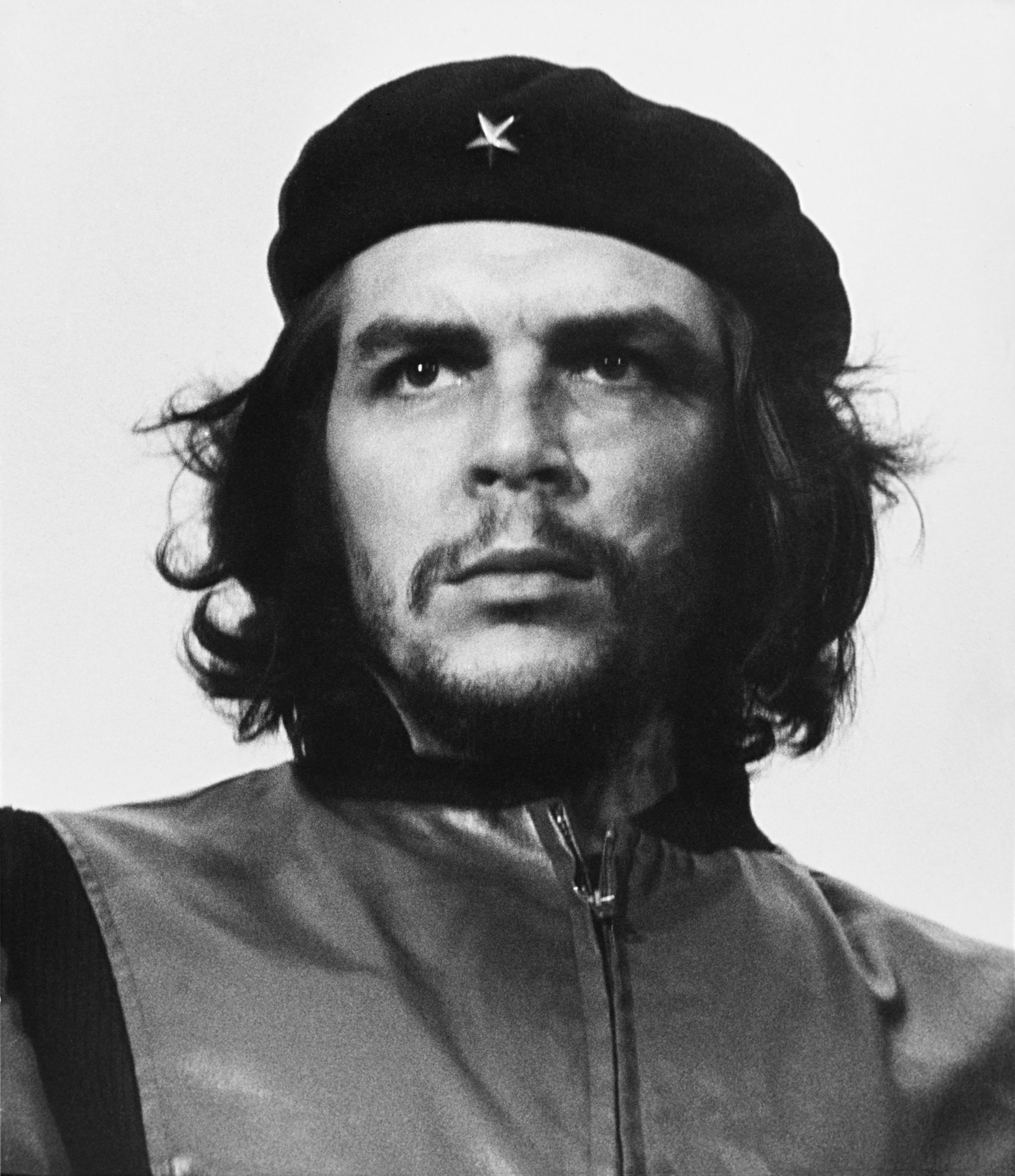
Phiên bản chỉnh sửa

Bức chân dung này được sử dụng nhiều nhất của mọi thời đại trong sách báo, các phiên bản, poster, huy hiệu, in trên áo, mũ, balô..., bích chương nhạc rock, nón thể thao, y phục phụ nữ, đồng hồ, quảng cáo rượu vodka, hộp quẹt zippo và móc khóa cho đến các sản phẩm như đồ lót hoặc giày dép.
Không chỉ được sử dụng nhiều nhất, bức ảnh chân dung Che của Korda còn là nguồn cảm hứng cho nhiều họa sĩ và nhà điêu khắc ở nhiều nước. Hình ảnh của Che với cái nhìn chằm chằm, tóc dài và đội mũ nồi đính sao này là một biểu tượng phổ biến một thời gian dài trong thế kỷ 20 và ánh mắt huyền thoại vẫn là một biểu tượng của sự tranh đấu vì công lý. Bức ảnh này sau đó được nhà phát hành Giangiacomo Feltrinelli ở Ý in thành bích chương năm 1967 lúc Che Guevara bị bắn chết tại Bolivia và bán ngay được 1 triệu bản copy bức ảnh khổ lớn.